# Antodice aureicollis
Antodice aureicollis là một loài bọ cánh cứng trong họ Cerambycidae.